# Старий Крохан

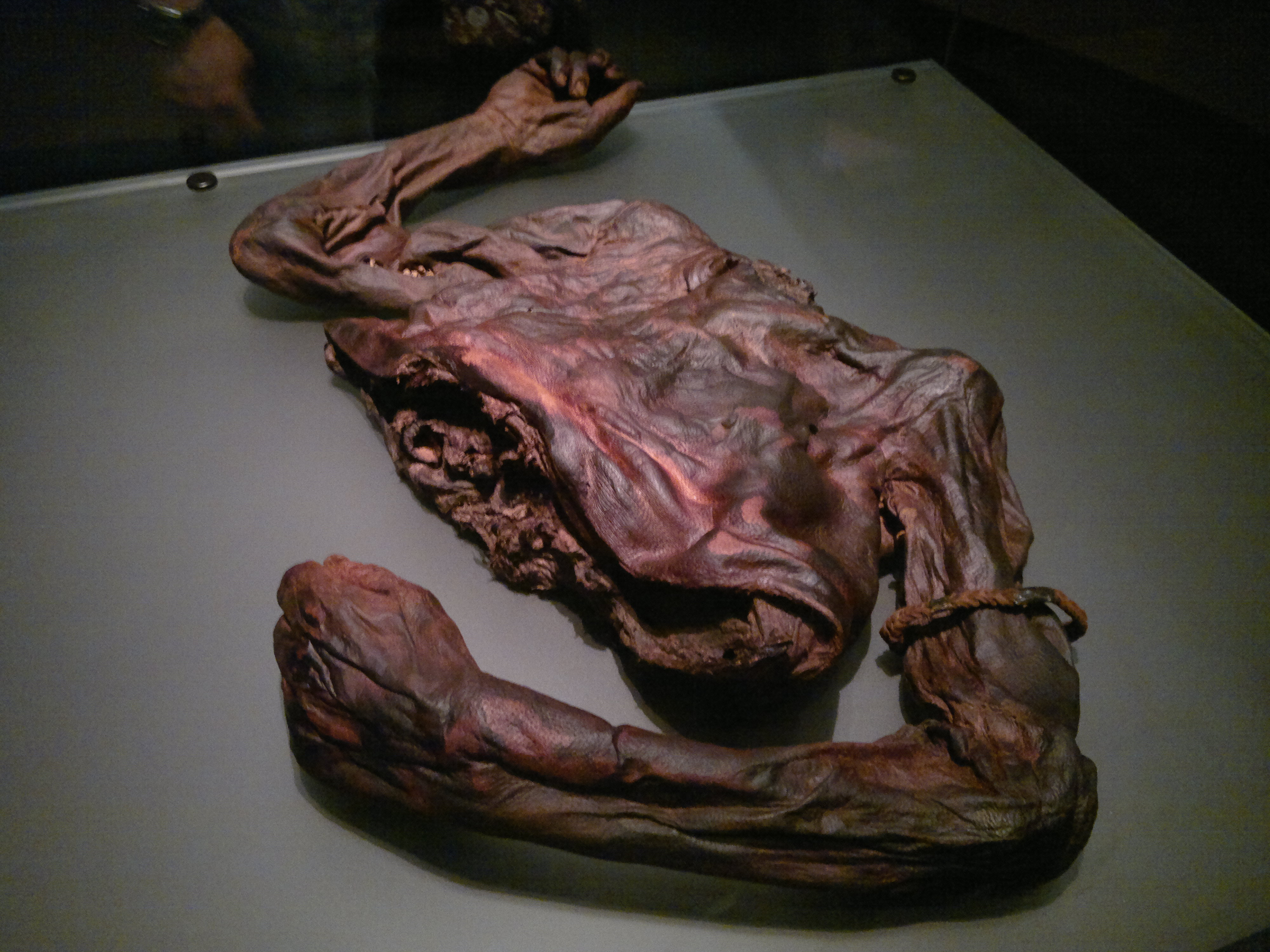
Старий Крохан у Національному музеї Ірландії

Старий Крохан (ірландською мовою Seanfhear Chruachain) — назва добре збереженого болотяного тіла залізної доби, знайденого в ірландському болоті у червні 2003 року. Залишки були названі на честь пагорба Крохан, що знаходиться на північ від поселення Денган у графстві Оффалі, біля якого знайдено тіло. Знахідка експонується у Національному музеї Ірландії в Дубліні.
Старий Крохан був знайдений через три місяці після подібної знахідки в графстві Міт. Знахідка графства Міт була названа людиною з Клонікавана і є відомою через «гель», знайдений у її волоссі.

## Життя
Старий Крохан, як вважають, помер між 362 р. до н. е. і 175 р. до н. е., отже тіло має понад 2000 років. Докази показують, що ця людина була вбита на початку другого десятиліття свого життя.
Цей чоловік, як було розраховано (виходячи з розмаху його рук), мав 6 футів і 6 дюймів (1,98 м) зросту, винятково високий для того часу. Це найвище болотяне тіло, що коли-небудь було знайдене. На підставі того, що нігті чоловіка були доглянуті, дослідники зробили припущення, що він не займався ручною працею, і, можливо, мав високий статус.
Його останньою їжею (встановлено за вмістом у шлунку), була пшениця і маслянка. Однак, він мав м'ясну дієту, принаймні за 4 місяці до смерті. Шрами на легенях зумовили припущення, що він, можливо, страждав від плевриту.
Під час поховання чоловік був голий, за винятком плетеного шкіряного ремінця навколо його лівої руки.

## Смерть
Як вважають дослідники, він помер від колотої рани в грудях. Чоловіка обезголовили, тіло розрізали навпіл. Окрім того, у нього був шрам на руці, який, можливо, є ознакою самозахисту.
Тіло має глибокі порізи під кожним соском. Для пояснення цього запропоновано кілька теорій, в їх числі: пошкодження спричинене умовами у болоті; порізи свідчать про тортури; соски були навмисно спотворені (до або після смерті) для символічних цілей. Остання теорія висунута Еймон Келлі з Національного музею Ірландії - каліцтво було символічним жестом, щоб позначити людину як скинутого правителя. Інші теорії припускають, що Старий Крохан та інші болотяні тіла були жертвами богам родючості чи врожаю і їх вбивали та ховали, щоб забезпечити гарні врожаї зернових і молока.